# Президентские выборы в Чили (1938)
Президентские выборы в Чили проходили 25 октября 1938 года. Новым президентом стал кандидат от Радикальной партии Педро Агирре Серда, получивший 50,5% голосов избирателей при явке 88%.

## Предвыборная обстановка
На выборах 1938 года основными соперниками были Густаво Росс, министр финансов в правительстве президента Артуро Алессандри и политик Педро Агирре Серда. Росса поддерживали правые силы, состоящие из Либеральной и Консервативной партий. Агирре выступал от Народного фронта, союза левых, в который объединились Социалистическая, Коммунистическая и Радикальная партии (к которой принадлежал Агирре) и Конфедерация трудящихся Чили. Амбициозный экс-президент Карлос Ибаньес сформировал небольшой Освободительный народный альянс, в которое входили нацистское Национал-социалистическое движение и другие группы. После неудавшегося нацистского переворота 5 сентября Ибаньес снял свою кандидатуру и призвал своих сторонников голосовать за Агирре. Победа Агирре стала неожиданностью и сторонники Росса заявляли о фальсификации, но в конечном итоге признали результаты.

## Результаты
| Кандидат                            | Партия                          | Голоса  | %     |
| Педро Агирре Серда                  | Радикальная партия              | 222 720 | 50,5% |
| ----------------------------------- | ------------------------------- | ------- | ----- |
| Густаво Росс Санта Мария            | Либеральная партия              | 218 609 | 49,5% |
| Карлос Ибаньес дель Кампо           | Освободительный народный альянс | 112     | 0,0%  |
| Недействительные/пустые бюллетени   |                                 | 3 970   |       |
| Всего                               |                                 | 445 411 | 100%  |
| Зарегистрированных избирателей/Явка |                                 | 503 871 | 88,4% |